# Earls Barton
Earls Barton är en ort och civil parish i Storbritannien.   Den ligger i grevskapet Northamptonshire och riksdelen England, i den södra delen av landet, 90 km nordväst om huvudstaden London. Earls Barton ligger 94 meter över havet och antalet invånare är 5 472.
Terrängen runt Earls Barton är platt. Runt Earls Barton är det tätbefolkat, med 266 invånare per kvadratkilometer. Närmaste större samhälle är Northampton, 9,1 km väster om Earls Barton. Trakten runt Earls Barton består till största delen av jordbruksmark.